# Clásico (snooker)
El Clásico  fue un torneo de snooker que se celebró en diferentes puntos de Inglaterra desde 1980 hasta 1992, aunque solo fue de ranking de 1984 en adelante. Steve Davis, que se impuso (9-8) a Stephen Hendry en la postrera edición, quedó como último campeón.

## Historia

### Ganadores
| Año                     | Ganador         | Resultado | Subcampeón     | Sede        | Referencias |
| ----------------------- | --------------- | --------- | -------------- | ----------- | ----------- |
| Clásico (de invitación) |                 |           |                |             |             |
| enero de 1980           | John Spencer    | 4-3       | Alex Higgins   | Mánchester  | [ 1 ]       |
| diciembre de 1980       | Steve Davis     | 4-1       | Dennis Taylor  | Bolton      | [ 1 ]       |
| 1982                    | Terry Griffiths | 9-8       | Steve Davis    | Oldham      | [ 1 ]       |
| 1983                    | Steve Davis     | 9-5       | Bill Werbeniuk | Warrington  | [ 1 ]       |
| Clásico (de ranking)    |                 |           |                |             |             |
| 1984                    | Steve Davis     | 9-8       | Tony Meo       | Warrington  | [ 1 ]       |
| 1985                    | Willie Thorne   | 13-8      | Cliff Thorburn | Warrington  | [ 1 ]       |
| 1986                    | Jimmy White     | 13-12     | Cliff Thorburn | Warrington  | [ 1 ]       |
| 1987                    | Steve Davis     | 13-12     | Jimmy White    | Blackpool   | [ 1 ]       |
| 1988                    | Steve Davis     | 13-11     | John Parrott   | Blackpool   | [ 1 ]       |
| 1989                    | Doug Mountjoy   | 13-11     | Wayne Jones    | Blackpool   | [ 1 ]       |
| 1990                    | Steve James     | 10-6      | Warren King    | Blackpool   | [ 1 ]       |
| 1991                    | Jimmy White     | 10-4      | Stephen Hendry | Bournemouth | [ 1 ]       |
| 1992                    | Steve Davis     | 9-8       | Stephen Hendry | Bournemouth | [ 1 ]       |